# Gestão Geraldo Alckmin no governo de São Paulo
A Gestão Geraldo Alckmin no governo de São Paulo ou Governo Geraldo Alckmin de São Paulo corresponde aos períodos da História Política do estado de São Paulo em que Geraldo Alckmin esteve ocupando o cargo de Governador de São Paulo. Este momento se dá em dois períodos. O primeiro é entre 2001 e 2006, quando anteriormente Alckmin era vice, e com a morte do titular Mário Covas em 2001, ele assumiu o cargo, no qual em 2002 se elegeu ficando no governo até 2006. O segundo momento se dá entre 2011 até 2014, quando ele foi eleito em 2010. Reeleito em 2014 com 57% dos votos para um quarto mandato de 2015 até 2018, ano em que renunciou.

## 2001 até 2006

### Posse
Em janeiro de 2001, com o agravamento da saúde de Mário Covas, o então vice-governador Geraldo Alckmin assumiu interinamente o governo do Estado de São Paulo em 22 de janeiro de 2001. Covas teve piora rápida de seu estado de saúde e faleceu em março de 2001. Com a morte do governador, foi confirmado no posto, para o qual se reelegeu na eleição para governador do estado em 2002, para o mandato de 2003 até 2007. Neste primeiro momento ele governou até 31 de março de 2006 quando renunciou para se candidatar a Presidente da República, já que no momento, como ele havia tido dois mandatos como governador, logo não poderia ser candidato.

### Secretariado
Primeiro mandato
Segundo mandato

### Infraestrutura
Realizações de Alckmin em infraestrutura:
- Aumento da calha do Rio Tietê e a construção de mais vinte piscinões para evitar enchentes na Grande São Paulo
- Implementação do trecho Oeste do Rodoanel Mário Covas.
- Investimento na modernização e ampliação da CPTM e do Metrô.
- Construção da segunda pista da Rodovia dos Imigrantes.
- Aumento expressivo do volume de esgoto encaminhado para tratamento, dentro do Programa de Despoluição do Tietê, através da Sabesp.

#### Metrô

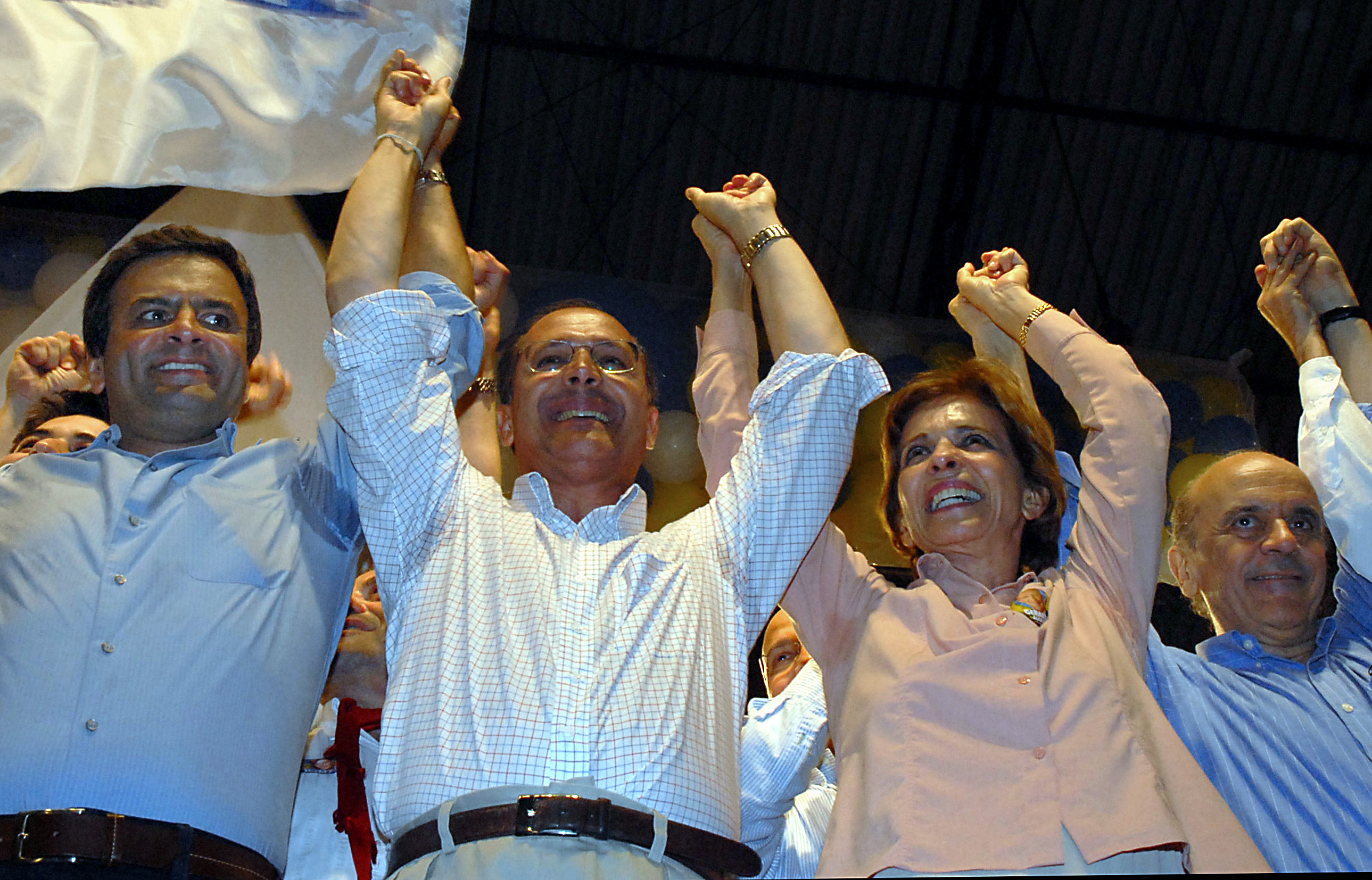
Em Porto Alegre, da esquerda para a direita Aécio Neves, Geraldo Alckmin, Yeda Crusius e José Serra.
22 de outubro de 2006. Foto: Marcello Casal Jr/ABr.

Alckmin investiu na ampliação e criação de novas linhas. Em seu mandato, foi dado o início à construção da Linha 4 e a extensão leste da Linha 2 (em 2012 o nome da linha iria virar Linha 15-Prata), sendo que o primeiro trecho desta extensão, entre as estações Ana Rosa e Imigrantes, foi entregue no último dia de seu mandato.
Alckmin, deu ainda início a um processo de concessão (PPP - Parceria Público Privada) da Linha 4 do metrô paulista. Processo que desencadeou no dia 15 de agosto de 2006 uma greve de 24 horas dos metroviários com o intuito de demonstrar a não concordância dos sindicalistas com esse processo.
O contrato firmado pela gestão Geraldo Alckmin (PSDB) para construir a linha 4 adotou um modelo inédito no Brasil para obras do metrô, conhecido como "turn key" (chave na mão), numa tradução livre, sendo um contrato a preço fixo que dá maior autonomia, e permite menor fiscalização às empreiteiras que os contratos tradicionais  na execução das obras..
Nessa linha, em janeiro de 2007, houve um grande desmoronamento na rua Capri, nas proximidades da futura estação Pinheiros, em que uma grande cratera se abriu matando sete pessoas, além de danificar dezenas de imóveis, deixando centenas de pessoas desabrigadas: segundo especialistas, tal catástrofe poderia ter sido provocada pela falta de vigilância do Metrô para com a obra que esta sob responsabilidade do Consórcio da Linha Amarela, formado por grandes e importantes empreiteiras. Alckmin, em janeiro de 2007, defendeu-se dizendo que desde abril de 2006 não era mais o governador, e que algumas das perguntas deveriam ser endereçadas aos atuais técnicos e dirigentes.
Técnicos do IPT (Instituto de Pesquisas Tecnológicas), encarregados da investigação do acidente, apontaram uma sequência de 11 erros em diversos estágios da obra como causas do acidente, inclusive a baixa qualidade do túnel na estação Pinheiros, citando uma série de desconformidades da construção - dentre elas a falta de ensaios no concreto, a ausência ou quantidade inferior à necessidade de fibras de aço e a presença de placas de concreto de apoio às cambotas (arcos) de sustentação do túnel com dimensão menor do que o previsto - que foram  ignoradas pela fiscalização do Metrô e pelos registros oficiais das empreiteiras e que ajudaram a comprometer a qualidade de execução do túnel, além de citar que a obra não tinha plano de emergência adequado. A investigação responsabiliza pelo acidente, além das construtoras, a fiscalização deficiente do Metrô
Durante seu governo também foi entregue o trecho elevado da Linha 5–Lilás, que liga Santo Amaro ao Capão Redondo (Capão Redondo-Largo Treze), o que foi alvo de críticas uma vez que esse trecho não tinha conexões com as demais linhas do metrô, apenas com a Linha C–Celeste do Trem Metropolitano. Em defesa, o ex-governador diz que essa foi uma exigência do BID (Banco Interamericano de Desenvolvimento), financiador da obra. Segundo o banco, por ser em via elevada, e por isso menos custosa que a subterrânea, esta etapa deveria ser implementada antes do restante do trecho, que liga Santo Amaro á Vila Mariana (distrito) (A obra chegou ao bairro da Vila Mariana em 28 de setembro de 2018).
A integração do complexo metroviário com o sistema de bilhete único dos ônibus municipais de São Paulo também foi iniciado e, segundo Alckmin, traria como benefício aos usuários utilizar ônibus e metrô com uma única tarifa subsidiada.

### Estações Entregues

#### 1° Governo (2001-2006)
| Sistema            | Companhia | Linha     | Obra         | Estação          | Data       | Ref.  |
| ------------------ | --------- | --------- | ------------ | ---------------- | ---------- | ----- |
| Metrô de São Paulo | CMSP      | Lilás     | Construção   | Capão Redondo    | 20/10/2002 | [ 2 ] |
| Metrô de São Paulo | CMSP      | Lilás     | Construção   | Campo Limpo      | 20/10/2002 | [ 2 ] |
| Metrô de São Paulo | CMSP      | Lilás     | Construção   | Vila das Belezas | 20/10/2002 | [ 2 ] |
| Metrô de São Paulo | CMSP      | Lilás     | Construção   | Giovanni Gronchi | 20/10/2002 | [ 2 ] |
| Metrô de São Paulo | CMSP      | Lilás     | Construção   | Largo Treze      | 20/10/2002 | [ 2 ] |
| Metrô de São Paulo | CMSP      | Lilás     | Construção   | Santo Amaro      | 20/10/2002 | [ 2 ] |
| Metrô de São Paulo | CMSP      | Verde     | Construção   | Imigrantes       | 30/03/2006 | [ 3 ] |
| Trem Metropolitano | CPTM      | Esmeralda | Reconstrução | Vila Olímpia     | 23/03/2001 | [ 4 ] |

#### 2° Governo (2011-2018)
| Sistema            | Companhia | Linha    | Obra         | Estação                | Data       | Ref.          |
| ------------------ | --------- | -------- | ------------ | ---------------------- | ---------- | ------------- |
| Metrô de São Paulo | ViaQuatro | Amarela  | Construção   | Luz                    | 15/09/2011 |               |
| Metrô de São Paulo | ViaQuatro | Amarela  | Construção   | República              | 15/09/2011 |               |
| Metrô de São Paulo | ViaQuatro | Amarela  | Construção   | Higienópolis–Mackenzie | 23/01/2018 | [ 5 ]         |
| Metrô de São Paulo | ViaQuatro | Amarela  | Construção   | Oscar Freire           | 04/04/2018 | [ 6 ]         |
| Metrô de São Paulo | ViaQuatro | Amarela  | Construção   | Fradique Coutinho      | 15/11/2014 | [ 7 ]         |
| Metrô de São Paulo | ViaQuatro | Amarela  | Construção   | Pinheiros              | 16/05/2011 | [ 8 ]         |
| Metrô de São Paulo | ViaQuatro | Amarela  | Construção   | Butantã                | 28/03/2011 | [ 9 ]         |
| Metrô de São Paulo | CMSP      | Prata    | Construção   | Vila Prudente          | 30/08/2014 | [ 10 ]        |
| Metrô de São Paulo | CMSP      | Prata    | Construção   | Oratório               | 30/08/2014 | [ 10 ]        |
| Metrô de São Paulo | CMSP      | Prata    | Construção   | São Lucas              | 06/04/2018 | [ 11 ]        |
| Metrô de São Paulo | CMSP      | Prata    | Construção   | Camilo Haddad          | 06/04/2018 | [ 11 ]        |
| Metrô de São Paulo | CMSP      | Prata    | Construção   | Vila Tolstói           | 06/04/2018 | [ 11 ]        |
| Metrô de São Paulo | CMSP      | Prata    | Construção   | Vila União             | 06/04/2018 | [ 11 ]        |
| Metrô de São Paulo | CMSP      | Lilás    | Construção   | Moema                  | 05/04/2018 | [ 6 ]         |
| Metrô de São Paulo | CMSP      | Lilás    | Construção   | Eucaliptos             | 02/03/2018 | [ 12 ]        |
| Metrô de São Paulo | CMSP      | Lilás    | Construção   | Brooklin               | 06/09/2017 | [ 13 ]        |
| Metrô de São Paulo | CMSP      | Lilás    | Construção   | Borba Gato             | 06/09/2017 | [ 13 ]        |
| Metrô de São Paulo | CMSP      | Lilás    | Construção   | Alto da Boa Vista      | 06/09/2017 | [ 13 ]        |
| Metrô de São Paulo | CMSP      | Lilás    | Construção   | Adolfo Pinheiro        | 12/02/2014 | [ 14 ]        |
| Trem Metropolitano | CPTM      | Jade     | Construção   | Aeroporto–Guarulhos    | 31/03/2018 | [ 15 ] [ 16 ] |
| Trem Metropolitano | CPTM      | Jade     | Construção   | Guarulhos-Cecap        | 31/03/2018 | [ 15 ] [ 16 ] |
| Trem Metropolitano | CPTM      | Safira   | Reconstrução | Engenheiro Goulart     | 04/08/2017 | [ 17 ]        |
| Trem Metropolitano | CPTM      | Safira   | Reconstrução | São Miguel Paulista    | 29/07/2013 |               |
| Trem Metropolitano | CPTM      | Coral    | Reconstrução | Suzano                 | 11/02/2016 | [ 18 ]        |
| Trem Metropolitano | CPTM      | Rubi     | Reconstrução | Vila Aurora            | 09/09/2013 | [ 19 ]        |
| Trem Metropolitano | CPTM      | Rubi     | Reconstrução | Franco da Rocha        | 10/05/2014 | [ 20 ]        |
| Trem Metropolitano | CPTM      | Diamante | Reconstrução | Jardim Belval          | 06/04/2018 |               |
| Trem Metropolitano | CPTM      | Diamante | Reconstrução | Jardim Silveira        | 22/03/2018 | [ 21 ]        |
| Trem Metropolitano | CPTM      | Diamante | Reconstrução | Santa Rita             | 23/04/2014 | [ 22 ]        |
| Trem Metropolitano | CPTM      | Diamante | Reconstrução | Amador Bueno           | 23/04/2014 | [ 22 ]        |
| Trem Metropolitano | CPTM      | Diamante | Reforma      | Quitaúna               | 26/06/2017 | [ 23 ]        |
| Trem Metropolitano | CPTM      | Diamante | Reforma      | Barueri                | 18/11/2011 |               |

#### Sistema de concessão rodoviária
Alckmin, ainda como vice de Covas, adotou o esquema de concessão pública para o gerenciamento das principais estradas paulistas, as maiores e mais movimentadas, que conectam  as mais importantes cidades do estado do ponto de vista econômico e populacional.
Doze empresas privadas venceram certame licitatório e possuem autorização para administrar 3,5 mil quilômetros de estradas, cada uma em uma região determinada. As empresas cobram pedágio dos veículos que trafegam na via, sendo uma parte do arrecadado repassado ao governo estadual, outra repassada às prefeituras das cidades lindeiras às rodovias  e outra reinvestida pela própria empresa na conservação e melhoria das estradas, além de serviços como guincho, resgate e auxílio mecânico aos motoristas. Alckmin, ao conceder à iniciativa privada as melhores estradas, recebeu, via leilão, recursos para investimentos nas vias de menor importância (estradas vicinais), de difícil privatização.
As empresas privadas selecionadas têm contrato por 20 anos para administrar estas estradas e depois o controle das mesmas volta a ser do estado, cabendo à administração do momento decidir o que fazer.
Com relação à  concessão paulista das rodovias Bandeirantes e Anhanguera, estudo realizado pelo Instituto de Pesquisa Econômica Aplicada (Ipea) revelou que  o valor real da tarifa de pedágio entre julho de 1994 e julho de 2006, teve alta 204% superior à variação do Índice de Preços ao Consumidor (IPC), da Fundação Instituto de Pesquisas Econômicas (Fipe), que mede a inflação em São Paulo.
Após as concessões, assim como as tarifas, o número de pedágios disparou. Em 1995, início do governo, havia 11 pedágios no estado; hoje, são 153. Porém, houve aumento de obras, percursos, trechos, trevos e viadutos, no número e na qualidade dos trechos de quilômetros reparados, além da melhoria dos serviços de atendimento ao usuário, que também foram enormemente ampliados.
Apesar dos preços de pedágios elevados com a privatização, as estradas paulistas, que eram bem conceituadas pelos usuários, começaram a ser eleitas em pesquisas e rankings como as melhores do país. É o caso da Rodovia dos Bandeirantes, eleita pela revista Quatro Rodas como a melhor estrada do país.
Apenas duas rodovias mantiveram-se pedagiadas sob controle estatal, caso das Rodovias Ayrton Senna e Carvalho Pinto, sob responsabilidade da estatal Dersa.

### Burocracia
- Poupatempo: herdado da gestão Mário Covas, Alckmin continuou os investimentos na agilização de serviços públicos como o Poupa Tempo, serviço conhecido por manter um atendimento especializado de alta qualidade, que foi ampliado para mais bairros e municípios.
- Programa de redução da burocracia administrativa.
- Implementação da assinatura digital para alguns documentos do Governo; isso trocaria a tradicional assinatura do governador por uma eletrônica, com o objetivo de agilizar processos.
- Aperfeiçoamento e ampliação da Bolsa Eletrônica de Compras (BEC) - Programa de Compras Eletrônicas Via Internet, através de leilão reverso, que gerou, segundo dados da Secretaria da Fazenda do Estado, economia de 4 bilhões de Reais no ano de 2005.

### Social
- Deu continuidade ao programa Bom Prato que oferece refeição completa e balanceada por um real (R$ 1,00). O Bom Prato até então estava disponível apenas nos principais centros urbanos do Estado, mas contava com 21 unidades e eram servidas 30.700 refeições por dia ao final de seu mandato.[25]
- Ação Jovem, o programa oferece bolsa de sessenta reais por mês para jovens de 15 a 24 anos que não tiveram condições de concluir o ensino básico[26]
- Programa Acessa São Paulo, até 2005, durante seu governo, havia 201 infocentros atendendo 525 mil pessoas. Atende a população de baixa renda com acesso grátis à Internet.[27]
- Banco do Povo Paulista, inspirado no modelo de Muhammad Yunus, tem como alvo os pequenos empreendedores, formais e informais, lançando empréstimos entre R$ 200,00 e R$ 5.000,00, com juros de 1% ao mês. Mais de 112 mil financiamentos foram concedidos até 2005.[28]
- Moradia Popular, Alckmin continuou e incrementou projetos sociais de Mario Covas, como o Programa Paulista de Mutirão e Auto-Gestão através da CDHU - Companhia de Desenvolvimento Habitacional e Urbano do Estado de São Paulo, no qual associações, cooperativas e movimentos populares constroem moradias populares (casas e apartamentos) em sistema de mutirão autogestionado, isto é, os próprios futuros moradores administram todas as fases da construção, inclusive a parte financeira.

### Economia

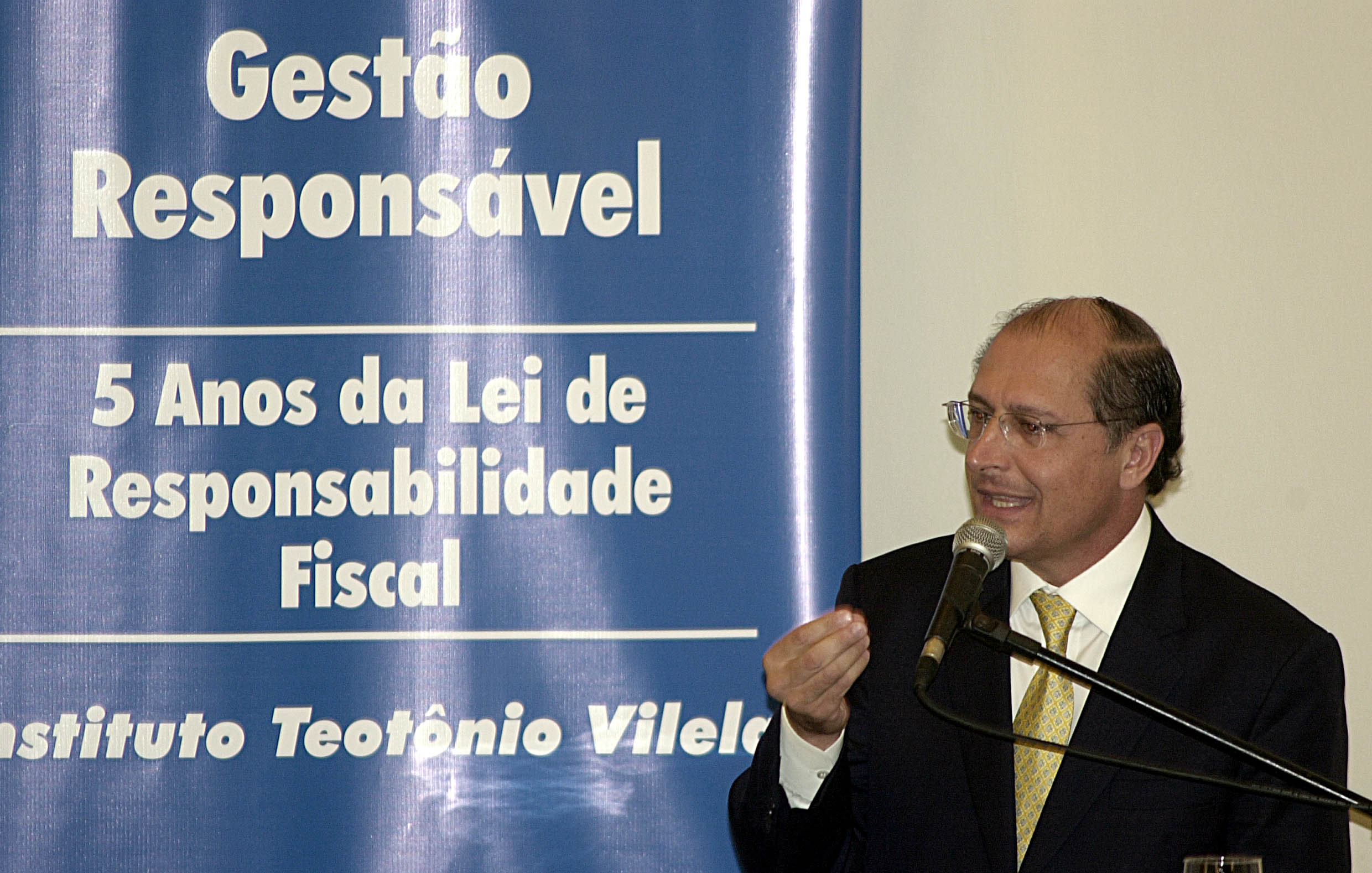
Geraldo Alckmin.

- Redução de impostos, como o ICMS.[29] Apesar da redução, o governo constatou que a arrecadação foi maior.
- Ampliação da Bolsa Eletrônica de Compras (BEC) - sistema de compras do governo em leilão reverso, reduzindo relativamente os preços praticados pelos fornecedores do Estado.[30]
- Investimentos em logística, com ampliação de portos e rodovias[carece de fontes?].
- Crescimento da Indústria e da Economia paulista se manteve positivo, com PIB per capita sempre 50% acima da média nacional desde 2002.[31]
- Crescimento do PIB do estado em 7,6% em 2004.[32]

### Educação
- Criou a Universidade Virtual do Estado de São Paulo - UNIVESP, primeira instituição de educação superior no Brasil totalmente voltada para a Educação a Distância.
- Criação de um campus da USP Leste no distrito de Ermelino Matarazzo, na Zona Leste de São Paulo, que é a primeira universidade pública da região e está focada em atividades de extensão voltadas para a comunidade. Embora o novo campus da USP tenha sido criado, não houve reajuste de verbas para custeá-lo. Da mesma forma, Alckmin vetou o aumento de verbas para a educação superior em 2004, previamente aprovado pela Assembleia Legislativa.
- Escola da Família, programa que consiste em abrir as escolas estaduais aos finais de semana para atividades sociais e educativas.
- Biblioteca Virtual - eficiente recurso para pesquisas por meio da internet.
- Museu da Língua Portuguesa - Uma de suas últimas obras no Governo de São Paulo. Um museu dedicado à língua portuguesa implantado dentro da restaurada estação de trens da Luz, com apoio da Fundação Roberto Marinho e outras entidades.
- Criou, em 1998, na rede estadual de ensino, as Escolas padrão Nakamura, a versão estadual das escolas de lata, que foram instaladas entre 1998 e 2002.[33][34][35]

#### Ensino fundamental e médio
O modelo de educação estadual durante sua administração manteve a média dos indicadores nacionais para o período, chegando ao índice de 98.5% (índice nacional de 97%) das crianças entre 7 a 14 anos de idade matriculados em algum nível escolar. O índice de evasão passou de 4.7% para 1.8% de 2000 a 2005. Porém o índice de reprovação disparou, saindo de 4.3% para 6.3% no ensino fundamental, e 7.2% para 15.6% no ensino médio, os dados referem-se apenas ao ensino público estadual.
O desempenho médio escolar dos alunos estaduais ficou em quinto lugar em português com 227.9 pontos e oitavo em matemática, com 240.85, entre 27 estados, pelos resultados da Prova Brasil de 2005 publicados em 2006.
Alckmin manteve o sistema de progressão continuada implementado por Paulo Freire, durante a gestão de Luiza Erundina do PT na prefeitura de São Paulo, e expandida por Mário Covas enquanto governador.
A infraestrutura estadual seguiu o "padrão Nakamura" entre 1998 e 2002, grandes estruturas metálicas e de madeira projetadas para substituir as escolas de contêineres de aço, instaladas entre 1976 até 1996 em todo estado (descontando iniciativas municipais). Foram construídas 150 unidades, mas problemas encontrados por técnicos da USP de São Carlos referente principalmente ao telhado de zinco, que induzia a estrutura inteira a atingir altas temperaturas em dias ensolarados, fez com que o governo estadual iniciasse um programa de substituição. Alckmin chegou a estipular a data de julho de 2003 para a substituição de todas as escolas Nakamura, mas ao final do mandado, 76 ainda estavam em funcionamento. A demora não foi por problemas orçamentários, mesmo com o preço de R$1.5 milhão por nova unidade, mas pelas dificuldades de encontrar terrenos adequados, próximos das residências dos alunos nas zonas de referência. Um agravante foi o fato de 40 dessas antigas escolas estarem em áreas de mananciais, cuja lei proíbe construções de alvenaria.
O programa Teia do Saber, implantado em 2003, que fornece bolsas de cursos superiores para professores das escolas municipais, é tido como um dos fatores que elevaram o indicador de professores com diploma universitário para 70,5% em 2005, mas devido a falhas no currículo exigido pela versão inicial do programa para as universidades participantes, é tido que a melhora neste índice não se refletiu em um incremento significativo na qualidade de ensino durante a gestão Alckmin.

#### Ensino superior
Universidades estaduais (USP, Unicamp e Unesp) continuaram a ser reconhecidas durante o governo Alckmin pela alta qualidade da estrutura de ensino e pela significativa atuação na área da pesquisa científica nacional e internacional. Ainda assim, houve reclamações de alunos e professores sobre falta de investimento no governo Alckmin, o que dificulta a expansão de suas bibliotecas e laboratórios e no atendimento à pós-graduação. Houve greves reivindicando melhorias no setor da educação superior no estado.
A última greve destas instituições de ensino superior, deu-se em 2005 devido ao veto do então governador Geraldo Alckmin para o aumento do percentual de congelamento de verbas para o ensino público superior. Este aumento havia sido aprovado pela Câmara dos Deputados, o que não ocorria desde o início do mandato tucano no Governo Estadual.
O aumento aprovado seria de 1% significando 140 milhões de reais a mais para o ensino público.
A construção da USP Leste, visando popularizar o ensino superior, gerou uma certa polêmica. Segundo analistas, se o governo tivesse investido mais na estrutura já existente, o aumento de oferecimento de vagas nos cursos atuais poderia ter sido, até mesmo, maior do que o ocorrido com a construção do novo campus da Zona Leste. O governo, porém, rebateu com a necessidade de descentralização, e citou a construção de inúmeras Fatec's (Faculdades de Tecnologia), além da ampliação das unidades da Unesp.

### Segurança
- Agilização e melhoria na estrutura carcerária do estado.
- Construção de CDP's e penitenciárias, entre elas a de segurança máxima de Presidente Bernardes.
- Desativação e demolição do complexo do Carandiru, com a implantação do Parque da Juventude no local.
- Desativação da maioria das carceragens das delegacias da Capital.

As revoltas em massa ocorridas nas prisões do Estado e os assassinatos de policiais e agentes carcerários, sem falar nos sequestros e assassinatos de civis, cometidos pelo PCC no Estado de São Paulo particularmente em maio de 2006 foram levantados como decorrentes de falhas da administração de Alckmin, apesar de naquele momento, Cláudio Lembo já ser o governador em exercício.
Alckmin defende sua administração apontando que a responsabilidade pela situação do sistema prisional do Estado é estrutural e semelhante ao que ocorre no restante do país, que São Paulo é o estado que mais investe em valores totais e per capita na segurança e denunciando a falta de apoio do Governo Federal na questão. Seu sucessor, Cláudio Lembo, no entanto, rejeitou o auxílio das tropas federais de elite e do exército no Estado diversas vezes, exigindo que o governo federal enviasse verbas prometidas, mas contingenciadas, e não tropas.
Dados apresentados mostram que o estado de São Paulo tem a maior população carcerária do país (aproximadamente 144 mil presos), o maior número de entidades prisionais (148 unidades) e a maior força policial (125 mil homens). Contudo, alguns especialistas alegam que isso não tem conseguido resolver o problema de qualidade do sistema, e tampouco existe uma política de inteligência e prevenção no combate à organização criminosa dentro dessas instituições carcerárias. O aumento da população carcerária, segundo Alckmin, fruto de um maior endurecimento da ação policial, implicou também em uma diminuição da qualidade da segurança prisional, dando espaço para a ampliação do poder dessas organizações criminosas inter-prisionais.

#### Fundação CASA
As principais críticas apresentadas ao governo Alckmin referem-se ao desempenho do sistema educacional estadual e a forma de conduzir a Fundação para o Bem-Estar do Menor (FEBEM), denunciada por usar violência contra menores infratores.
As críticas à FEBEM (que, atualmente, estão sob responsabilidade da Secretaria de Educação), são, em linhas gerais, as mesmas realizadas para todo sistema carcerário brasileiro. A FEBEM, segundo seus críticos, assim como as prisões, ao invés de oferecer condições para reeducar os indivíduos, são meros depósitos de infratores. Como resposta, o governo de Alckmin apostou na dasativação de grandes estruturas carcerárias da entidade, como o complexo do Tatuapé, localizado no bairro do Belém, na capital paulista, substituindo-as por pequenos centros de reclusão, com capacidade para no máximo sessenta infratores, espalhados pelo Estado, modelo que sofre resistência das populações interioranas em receber tais centros, devido à ideia geral de insegurança gerada por estes, visto que fugas e rebeliões ocorrem frequentemente nas unidades da FEBEM de maior porte são bastante divulgadas, às vezes de forma sensacionalista, provocando pânico.

## Polêmicas
Na última semana como governador, antes de se descompatibilizar do cargo, sofreu denúncia do jornal Folha de S.Paulo sobre suposto favorecimento do banco estatal Nossa Caixa na distribuição de algumas verbas publicitárias para aliados políticos, conhecido como escândalo da Nossa Caixa. Na ocasião, Alckmin negou com veemência qualquer envolvimento do Palácio dos Bandeirantes (sede do governo paulista) neste assunto Em entrevista, Geraldo Alckmin declarou que os R$43 milhões gastos com publicidade sem amparo legal seriam um "erro formal", alegando inclusive que as investigações foram pedidas pelo próprio governo, porém aceitou a demissão de seu assessor de comunicação Roger Ferreira - citado na reportagem.
"Investigações do Ministério Público apontaram ilegalidade na intermediação de verbas de publicidade da instituição para favorecer aliados do governo" (de Geraldo Alckmin).

### Caso Alstom
Em outubro de 2007, o Ministério Público de Paris começou a investigar uma denúncia da Justiça da Suíça de que a  Alstom, empresa francesa que atua na área de materiais ferroviários e produção de energia, teria praticado atos de corrupção no Brasil, na Venezuela e na Indonésia, movimentando um total de US$ 20 milhões.   No Brasil, estariam envolvidos ex-servidores das estatais paulistas Eletropaulo, Cesp, CPTM, Metrô e Sabesp. A Polícia Federal identificou ainda ações irregulares da Alstom com evasão de divisas e lavagem de dinheiro envolvendo a Eletrosul, a Eletronorte, Furnas e a Itaipu Binacional.
A investigação foi conduzida pelo procurador da República Rodrigo de Grandis, do Ministério Público Federal, e pelo promotor Sílvio Antônio Marques, do Ministério Público de São Paulo. Os MPs investigavam também o suposto pagamento de propina pela Alstom entre 1995 e 2003, para vencer licitações do Metrô de São Paulo.
Ao todo 11 servidores públicos do estado foram acusados de ter participado, entre os anos de 1998 e 2002, do esquema, cujo objetivo seria viabilizar um aditivo ao contrato do projeto Gisel II, no valor de R$ 181 milhões, pela venda de equipamentos para ampliação e modernização do sistema elétrico em São Paulo. A Justiça Federal pediu quebra de sigilo de todos os indiciados. Entre eles, estava o ex-conselheiro do Tribunal de Contas do Estado de São Paulo, Robson Marinho, sob a acusação de ter interferido para que o governo autorizasse um contrato de compra de duas sub-estações de energia elétrica. Marinho, que foi também secretário da Casa Civil do Estado de São Paulo entre 1995 e 1997, no governo de Mário Covas (PSDB), sempre negou a acusação.
Cinco dos 11 acusados tiveram bens bloqueados. A Justiça determinou o bloqueio de R$ 32,4 milhões, mas por falta de saldo nas contas dos réus foram bloqueados apenas R$ 9,8 milhões, de 5 acusados: Romeu Pinto Junior (R$ 7,9 milhões); Jorge Fagali Neto, ex-secretário de Transportes Metropolitanos no governo Luiz Antonio Fleury Filho (PMDB), (R$ 1,3 milhão); José Geraldo Villas Boas,  ex-diretor da Eletropaulo, (R$ 470 mil); Sabino Indelicato, dono da Acqualux (R$ 70 mil) e Jean Pierre Charles Antoine Courtadon, da Cegelec (R$ 53 mil).
Em 2014, o Metrô suspendeu os contratos de modernização, mas manteve o contrato para a instalação do CBTC, afirmando que a Alstom venceu a concorrência após forte disputa e que não havia "indícios suficientes de irregularidades" que justificassem a suspensão. A empresa declarou ainda que em razão dos atrasos na instalação foram aplicadas todas as multas previstas em contrato, no valor de R$ 77 milhões.
Em dezembro de 2015, a Alstom propôs pagar R$ 60 milhões para se livrar do processo, proposta que foi aceita pelo governo de São Paulo, sem prejuízo de outras investigações e de processos futuros. A GE, que tinha comprado a Alstom Energia no mês anterior, não quis comentar o acordo.
Segundo o governo de São Paulo, a decisão foi bem-vinda, pois obrigava a empresa francesa a ressarcir os cofres públicos do estado sem prejuízo de outras investigações ou de processos futuros.
Em junho de 2018, a ministra Nancy Andrighi, do Superior Tribunal de Justiça, decidiu que Robson Marinho não praticou atos ilícitos. Com essa decisão,  a corte estadual arquivou o processo administrativo em que o ex-conselheiro foi acusado pelo Ministério Público por  corrupção passiva e lavagem de dinheiro.

### Crise Hídrica
Entre 2014 e 2015, o Sistema Cantareira, principal responsável pelo abastecimento de água para a Região Metropolitana de São Paulo, passou a sofrer com problemas na distribuição de água às residências.
A imprensa divulgou que a causa da crise hídrica foi a falta de políticas eficientes para evitar a escassez de água desde 2001, ano em que Alckmin assumiu o governo de São Paulo pela primeira vez.
Apesar de tais advertências, a Sabesp assinou, entre 2013 e 2015, contratos em que oferecia descontos de até 70% aos 539 maiores consumidores, que tinham gasto superior a 500 mil litros de água. Tais contratos passaram a ser objeto de investigação do Ministério Público, a fim de apurar eventual relação entre a crise e os referidos contratos. Na mesma época, a tarifa da água para o consumidor comum sofreu um reajuste de cerca de 15%. A existência destes chamados "contratos premium", em meio à maior crise de abastecimento da história do Estado de São Paulo, levantou suspeitas de favorecimento aos financiadores da campanha de Alckmin, que figuram na lista das empresas beneficiadas.
Antes da assinatura dos contratos, a Agência Reguladora de Saneamento e Energia do Estado de São Paulo advertiu a Sabesp de que a assinatura dos "contratos premium" comprometeria ainda mais o sistema de abastecimento.
A campanha para a eleição de 2014 coincidiu com o agravamento da crise. Na ocasião, Alckmin negou, peremptoriamente, que haveria racionamento. Três dias após sua reeleição, a então presidente da Sabesp, Dilma Pena, admitiu em CPI, a falta de água no Estado. Alguns bairros passaram a sofrer com o racionamento, chegando a passar vinte horas por dia sem água.
Outro problema relacionado à crise hídrica, deu-se em virtude da chamada "cobrança de ar encanado", nos locais em que o racionamento era mais intenso. Quando o fornecimento é restabelecido, a passagem de ar pelo hidrômetro faz com que este seja acionado, cobrando pelo ar que passa pelo medidor como se fosse consumo de água.

## 2011 até 2018

### Posse
Já podendo se candidatar novamente ao cargo de Governador de São Paulo, ele venceu a eleição para governador de São Paulo em 2010, e tomando posse ao seu terceiro mandato em 1 de janeiro de 2011. Em Abril de 2018, renunciou para concorrer à Presidência da República.